# Sturisomatichthys panamense
El pitero o guitarrera (Sturisomatichthys panamense ) es una especie de pez de la familia  de los loricáridos y del orden de los siluriformes.

## Morfología
El macho puede alcanzar 26 cm de longitud total.

## Distribución geográfica
Se encuentra en ríos de Panamá, noroeste y oeste de Colombia y oeste de Ecuador.